# Marc Bürkle
Marc Bürkle (* 22. Mai 1977) ist ein ehemaliger deutscher Handballspieler. Seine Körpergröße beträgt 1,83 m. Er bekleidete die Position als Torwart.
Bürkle stieg mit dem TV Bittenfeld aus der Oberliga in die Regionalliga auf. In der Saison 2005/06 gehörte Bürkle zur Regionalliga-Mannschaft des TVB, die am Saisonende in die 2. Bundesliga aufstieg. Er beendete jedoch seine aktive Karriere in der Weihnachtspause der Saison nach fünfeinhalb Jahren im Tor des TVB. Auch danach wurde er jedoch vom TVB noch in der 2. Bundesliga eingesetzt, so in der Saison 2008/09 gegen den 1. SV Concordia Delitzsch.
2006 wurde Bürkle für besondere Verdienste um den Sport mit der Sportverdienstplakette der Stadt Waiblingen ausgezeichnet.
Im März 2009 übernahm Bürkle zusammen mit Günther Schäfer die Leitung der Initiative Förderkreis TVB Businesspartner.
Bürkle hat einen Abschluss als Diplombetriebswirt an der Berufsakademie Stuttgart. Er ist seit 2007 Geschäftsführer und Partner einer Internetagentur in Stuttgart.
Jens Bürkle, der Bruder von Marc, ist ebenfalls ein ehemaliger Handballspieler und jetziger -trainer.